# 埃迪角
埃迪角（英語：Eddy Point），是南極洲的海岬，位於南設得蘭群島的喬治王島，處於哈夫斯里角以西1公里的菲爾德斯半島南部，在1935年由英國研究隊繪入地圖和命名，現時由南極條約體系管理。